# La Poly Normande 2023
La Poly Normande 2023, quarantatreesima edizione della corsa, valido evento dell'UCI Europe Tour 2023 categoria 1.1 e come quattordicesima prova della Coppa di Francia 2023, si svolse il 13 agosto 2023 su un percorso di 170 km, con partenza da Avranches e arrivo a Saint-Martin-de-Landelles, in Francia. La vittoria fu appannaggio del belga Arnaud De Lie, il quale completò il percorso in 3h53'25", alla media di 43,699 km/h, precedendo i francesi Valentin Ferron e Jordan Jegat.
Sul traguardo di Saint-Martin-de-Landelles 93 ciclisti, dei 111 partiti da Avranches, portarono a termine la competizione.

## Squadre e corridori partecipanti
| N.    | Cod. | Squadra                  |
| ----- | ---- | ------------------------ |
| 1-7   | ICW  | Intermarché-Circus-Wanty |
| 11-17 | TEN  | TotalEnergies            |
| 21-27 | COF  | Cofidis                  |
| 31-37 | ACT  | AG2R Citroën Team        |
| 41-47 | GFC  | Groupama-FDJ             |
| 51-57 | LTD  | Lotto Dstny              |
| 61-67 | IPT  | Israel-Premier Tech      |
| 71-77 | ARK  | Team Arkéa-Samsic        |

| N.      | Cod. | Squadra                           |
| ------- | ---- | --------------------------------- |
| 81-87   | BEB  | Bolton Equities Black Spoke       |
| 91-97   | BWB  | Bingoal WB                        |
| 101-107 | EOK  | Eolo-Kometa Cycling Team          |
| 111-117 | AUB  | St Michel-Mavic-Auber93           |
| 121-127 | VRL  | Van Rysel-Roubaix Lille Métropole |
| 131-137 | UCN  | CIC U Nantes Atlantique           |
| 141-147 | NMC  | Nice Métropole Côte d'Azur        |
| 151-157 | SPC  | Saint Piran                       |

## Ordine d'arrivo (Top 10)
| Pos. | Corridore          | Squadra       | Tempo    |
| ---- | ------------------ | ------------- | -------- |
| 1    | Arnaud De Lie      | Lotto         | 3h53'25" |
| 2    | Valentin Ferron    | TotalEnergies | s.t.     |
| 3    | Jordan Jegat       | U Nantes      | s.t.     |
| 4    | Paul Lapeira       | AG2R          | s.t.     |
| 5    | Clément Venturini  | AG2R          | s.t.     |
| 6    | Hugo Page          | Intermarché   | s.t.     |
| 7    | Hugo Hofstetter    | Arkéa         | s.t.     |
| 8    | Alexandre Delettre | Cofidis       | s.t.     |
| 9    | Paul Penhoët       | Groupama      | s.t.     |
| 10   | Giacomo Nizzolo    | Israel        | s.t.     |